# Sara Jordan Powell
Sara Jordan Powell (Houston, 6 ottobre 1938) è una cantante statunitense, dedita soprattutto al gospel e al jazz.

## Biografia
Afroamericana di Houston, terza dei dodici figli di un Pastore, ha iniziato a cantare nel coro della sua chiesa a 12 anni, ma inciderà dischi solo molto più tardi, dopo essersi laureata alla Texas Southern University. La sua carriera musicale vera e propria è infatti iniziata nel 1972, con i due singoli Touch Somebody's Life e When Jesus Comes, che hanno entrambi ottenuto un grande successo radiofonico entrando poi a far parte del primo album, prodotto da James Cleveland e pubblicato per la Savoy Records nel 1975.
Memorabile il concerto da lei tenuto nel Natale del 1979 al fianco di Ray Charles, in Germania Ovest, all'interno dell'abbazia di Ettal. Nel 2003 è stata introdotta nella Oklahoma Jazz Hall of Fame.

## Vita privata
Risiede a Tulsa.

## Discografia
- 1975 – Touch Somebody's Life (Savoy)
- 1980 – I Must Tell Jesus (Savoy)
- 1990 – Sara Jordan Powell (Savoy)
- 1990 – When Jesus Comes to Stay
- 1995 – The Soul of Sara Jordan Powell (Savoy)
- 1995 – Live in Houston (Compendia)